# Vanessa bipunctata
Vanessa bipunctata är en fjärilsart som beskrevs av Gussitsch 1917. Vanessa bipunctata ingår i släktet Vanessa och familjen praktfjärilar. Inga underarter finns listade i Catalogue of Life.